# Jacek Baran
Jan Jacek Baran, ps. Jan Jacek Baron (20 października 1946 we Wrocławiu) – polski wokalista, gitarzysta, harmonijkarz, perkusjonalista. Jeden z prekursorów muzyki rock and rollowej w Polsce. 

## Życiorys
Uczęszczał do IX Liceum Ogólnokształcącego im. Juliusza Słowackiego we Wrocławiu, gdzie nauczycielem muzyki był jazzman Jerzy Pakulski, który pod egidą szkoły zorganizował zespół jazzowy w którym młody muzyk stawiał swoje pierwsze kroki (występy miały miejsce w szkolnej auli). W 1961 roku grał na gitarze piosenki swojego największego idola Chucka Berry’ego, które dużo później wykonywał, powstały w 1962 roku zespół The Rolling Stones (wrocławski rock and rollowiec miał wówczas w repertuarze także m.in. Dianę z rep. Paula Anki). W 1962 roku założył zespół Zefiry, który działał przy harcówce IV Hufca ZHP, mieszczącej się na ul. Sienkiewicza we Wrocławiu. Muzycy grali m.in. utwory z repertuaru Chucka Berry’ego, The Rolling Stones, The Kinks czy The Lovin’ Spoonful. W czerwcu 1967 roku zespół uległ rozwiązaniu. Wiosną 1968 roku muzyk został jednym ze współzałożycieli formacji Romuald & Roman w której grał na basie i śpiewał, lecz tylko przez blisko rok. Odszedł z zespołu 24 kwietnia 1969 roku w momencie, gdy został powołany do odbycia zasadniczej służby wojskowej.

Najbardziej charyzmatyczny wrocławski rock and rollowiec... Na własne oczy widziałem, że gdy muzycy z zespołu Romuald & Roman zjawiali się na scenie to ludzie na sali wyli z radości, a gdy Jacek wchodził na scenę to cała sala magicznie cichła... Gdy na którymś z koncertów zawiodła Jackowi gitara basowa i przestała grać to on zaczął klaskać rękami ponad głową, doprowadzając publiczność do szaleństwa i kończąc występ bez gitary basowej – raczej ważnego instrumentu w gitarowym tercecie. Nigdy wcześniej, ani później nie widziałem podobnie magicznych reakcji publiczności na muzyka.

W latach 1973–1974 był wokalistą, frontmanem i perkusjonalistą grupy Nurt, która w 1973 roku wśród wielu koncertów w kraju ma na koncie m.in. występ na Musicoramie, imprezie towarzyszącej XI KFPP w Opolu czy występy na festiwalach Jazz nad Odrą we Wrocławiu (koncert Jazzowa Awangarda w ramach dziesiątej edycji imprezy) i na Jazz Jamboree w Warszawie (nagroda: Stypendium im. Krzysztofa Komedy) w 1974 roku jako fuzja muzyków Nurtu z zespołem Ryszarda Miśka pod nazwą Ryszard Gwalbert Misiek – Freedom Jazz Group. Na ww. wymienionych festiwalach grał on na instrumentach perkusyjnych, tak jak podczas sesji nagraniowej Nurtu, która miała miejsce w maju 1974 r. w dużym studiu Polskiego Radia Wrocław, gdzie zespół nagrał 5 utworów w tym dwa z jego udziałem – Różaniec czasu i Akrobata. W tym samym roku muzyk odkrył talent gitarzysty Jana Borysewicza, który zwrócił jego uwagę w czasie próby amatorskiego zespołu w Domu Kultury Śródmieście na wrocławskim Sępolnie po czym zaprosił go do nowopowstającego zespołu Super Pakt w którym pełnił obowiązki głównego wokalisty i który pozostawił po sobie utwory: Romantyczny świat i Uciekajmy (wiodący śpiew: J. Baran) oraz Dookoła nas (wiodący śpiew: Z. Wrzos). Nagrań dokonano w Dużym Studiu PR Wrocław (1974) w składzie: Ewa Wójcik – śpiew; Jacek Baran – śpiew, instrumenty perkusyjne; Zbigniew Wrzos – gitara, śpiew; Jan Borysewicz – gitara; Jerzy Kaczmarek – instrumenty klawiszowe; Andrzej Pluszcz – gitara basowa i Ryszard Sroka – perkusja. W 1975 roku wrocławski rockman śpiewał w reaktywowanej formacji Romuald & Roman, a następnie wyjeżdżał do Niemiec, Holandii i Stanów Zjednoczonych, gdzie grywał w lokalach, ale też na ulicach miast. W latach dziewięćdziesiątych dwukrotnie brał udział w reaktywacji Nurtu (w pierwszej połowie dekady i w 1997). W internecie udostępniono koncert zespołu, który miał miejsce w klubie „Samo Życie” we Wrocławiu z 26 na 27 sierpnia 1993 roku. Wziął także udział w krótkotrwałej reaktywacji zespołu Romuald & Roman, która miała miejsce 17 lutego 2001 roku i została zakończona zaledwie kilkoma okolicznościowymi koncertami, m.in. we wrocławskim klubie Stajnia. Wystąpił także w filmie dokumentalnym o zespole pt. Gdzie chłopaki z tamtych lat? (2009).
Obecnie muzyk nadal występuje we wrocławskich klubach (m.in. Liverpool, Alibi, Vertigo Jazz Club & Restaurant) i nie tylko – głównie z reaktywowanym w 2007 roku zespołem Zefiry.